# Das geheime Königreich
Das geheime Königreich ist eine Märchenoper in einem Akt (zwei Bildern) mit Text und Musik von Ernst Krenek, dessen Op. 50. Die Oper bildet zusammen mit Kreneks Kurzopern Der Diktator und Schwergewicht oder Die Ehre der Nation ein Triptychon. Die drei Opern wurden am 6. Mai 1928 im Hessischen Staatstheater Wiesbaden im Rahmen der Internationalen Maifestspiele Wiesbaden uraufgeführt.

## Gestaltung
Während des bei geschlossenem Vorhang stattfindenden Bildwechsels erklingt ein Orchesterzwischenspiel.

### Instrumentation
Die Orchesterbesetzung der Oper enthält die folgenden Instrumente:
- Holzbläser: zwei Flöten (auch Piccolo), zwei Oboen, zwei Klarinetten, zwei Fagotte
- Blechbläser: Horn, Trompete, Posaune
- Pauken, Schlagzeug: Becken, große Trommel, kleine Trommel, Rührtrommel, Holztrommel, Kastagnetten, Tamburin
- Streicher
- Bühnenmusik hinter der Szene: Schlagzeug (Becken, große Trommel, Rührtrommel, Ratsche, verschiedene Glocken), Banjo oder Mandoline